# Blechnum subcordatum
Blechnum subcordatum là một loài dương xỉ trong họ Blechnaceae. Loài này được Fourn. Brownlie mô tả khoa học đầu tiên..
Danh pháp khoa học của loài này chưa được làm sáng tỏ. 